# Balamihá
Balamihá, prastari indijanski narod ili pleme iz Gvatemale koji se spominju u pričama iz Popol Vuha,  'Knjizi vijeća poglavara naroda Kiće' . Balamihá Indijanci vjerojatno su srodni s Kiće i ostalim plemenima koja su se doselila u Gvatemalu, te nastanili na mjestu gdje se nalazi današnja Balamyá, u današnjem departmanu Chimaltenango.

## Vanjske poveznice
- Popiol Vuh  Arhivirana inačica izvorne stranice od 13. svibnja 2008. (Wayback Machine)